# Emmas Dilemma
Emmas Dilemma er en satiregruppe stiftet i 1995 af Trine Appel, Anne-Grethe Bjarup Riis, Louise Mieritz, Sofie Stougaard og instruktør Lotte Svendsen. I 1997 blev Helle Dolleris og Mette Horn også medlemmer, og Sofie Stougaard forlod gruppen i 2000.
Gruppen lavede fem teaterforestillinger og optrådte blandt andet på Aveny Teatret med Danser med Ulla Terkelsen i 2002 og Den store mandolinfeber i 2004.
I 2001 blev serien Emmas Dilemma vist på DR2 i syv afsnit:
1. Hobbies around the world
2. Den lille forskel
3. Ryd op efter dig selv, din far er her ikke
4. Findes der noget større end mig?
5. Emmas fornemmelse for Plis
6. En bæ i provinsen
7. The winner takes it all

Gruppen er kendt for en gakket og sort satire, der på TV udspiller sig i sketches, parodier og musik-videoer.